# Jurij Tjukalov
Jurij Sergeevič Tjukalov (in russo Юрий Серге́евич Тюкалов?; Leningrado, 4 luglio 1930 – San Pietroburgo, 19 febbraio 2018) è stato un canottiere sovietico.

## Palmarès

### Olimpiadi
- Oro a Helsinki 1952 nel singolo.
- Oro a Melbourne 1956 nel due di coppia.
- Argento a Roma 1960 nel due di coppia.

### Mondiali
- Bronzo a Lucerna 1962 nel quattro con.

### Europei
- Oro a Bosbaans 1954 nel quattro con.
- Oro a Bled 1956 nel due di coppia.
- Oro a Duisburg 1957 nel due di coppia.
- Oro a Poznań 1958 nel due di coppia.
- Oro a Macon 1959 nel due di coppia.
- Oro a Praga 1959 nel due di coppia.
- Argento a Gent 1955 nel singolo.